# Compsoctena psammosticha
Compsoctena psammosticha är en fjärilsart som beskrevs av Edward Meyrick 1921. Compsoctena psammosticha ingår i släktet Compsoctena och familjen Eriocottidae. Inga underarter finns listade i Catalogue of Life.